# Eanus
Genre
Eanus est un genre d'insectes coléoptères de la famille des élatéridés que l'on trouve près de petites rivières et dans des prés humides de la zone paléarctique, parfois dans les forêts montagneuses.

## Espèces
- Eanus albertanus Brown, 1930
- Eanus costalis (Paykull, 1800)
- Eanus decoratus (Mannerheim, 1853)
- Eanus estriatus (LeConte, 1853)
- Eanus granicollis (Van Dyke, 1932)
- Eanus guttatus (Germar, 1817)
- Eanus hatchi Lane, 1938
- Eanus maculipennis LeConte, 1863
- Eanus singularis (Mannerheim, 1852)
- Eanus striatipennis Brown, 1936